# Befreiungshalle

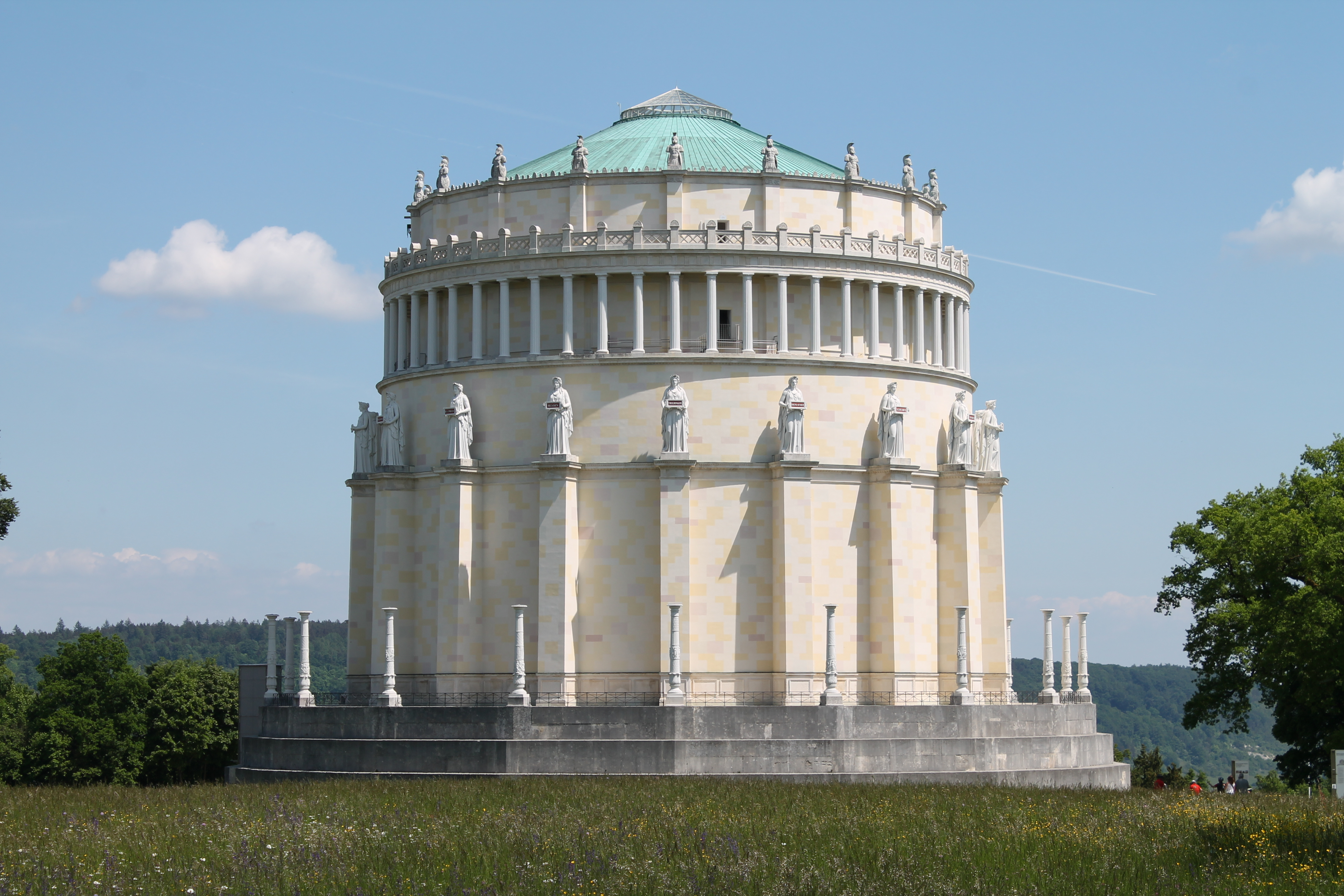
Die Befreiungshalle in Kelheim

Die Befreiungshalle ist eine Gedenkstätte auf dem Michelsberg in der bayerischen Stadt Kelheim. Sie wurde in den Jahren 1842 bis 1863 durch König Ludwig I. von Bayern von den Architekten Friedrich von Gärtner und Leo von Klenze errichtet. Als gestalterisches Vorbild des klassizistischen Baudenkmals, das den „teutschen Befreiungskämpfern“ gewidmet ist, dienten antike Zentralbauten.

## Geschichte

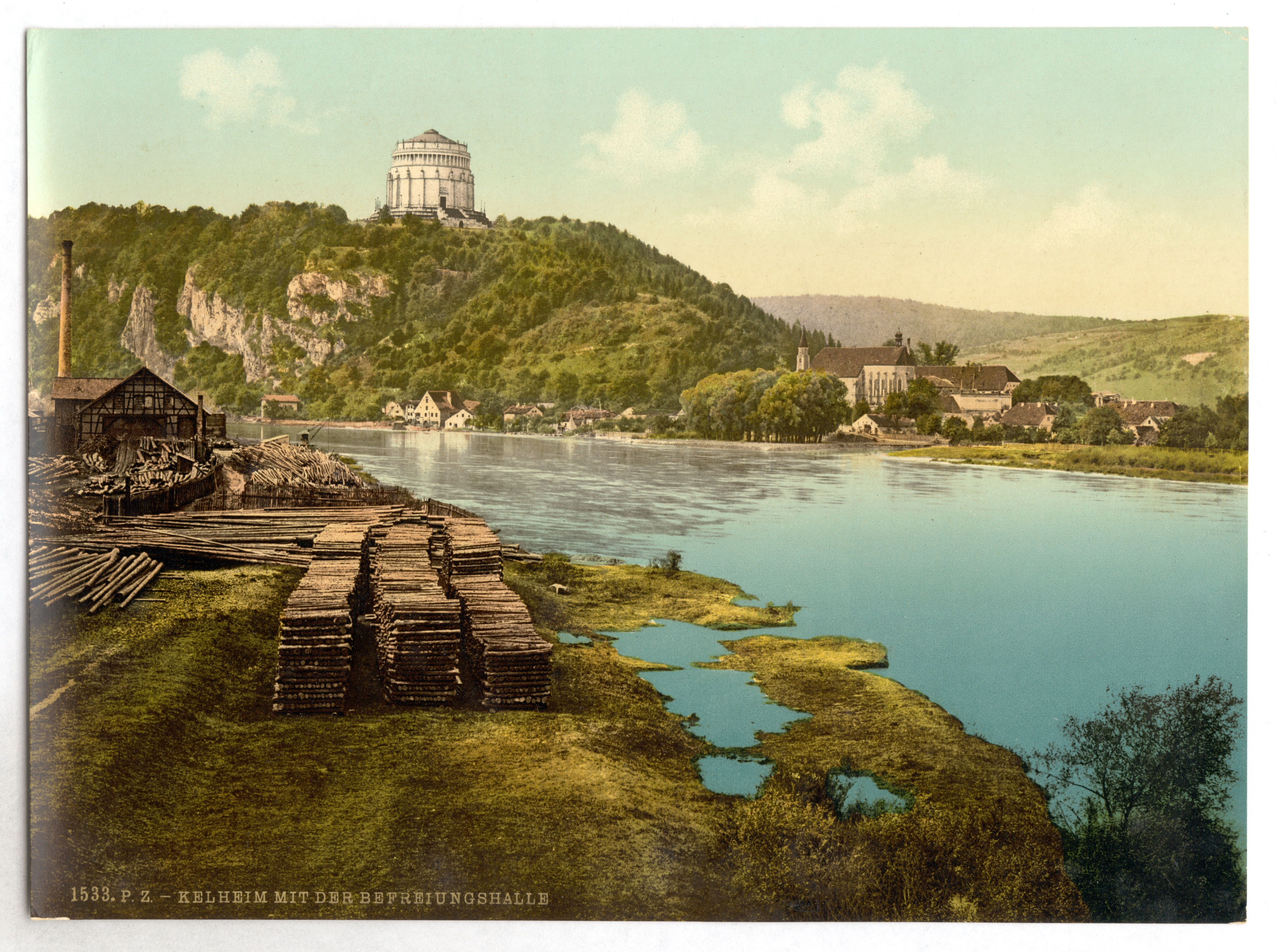
Farbdruck um 1900

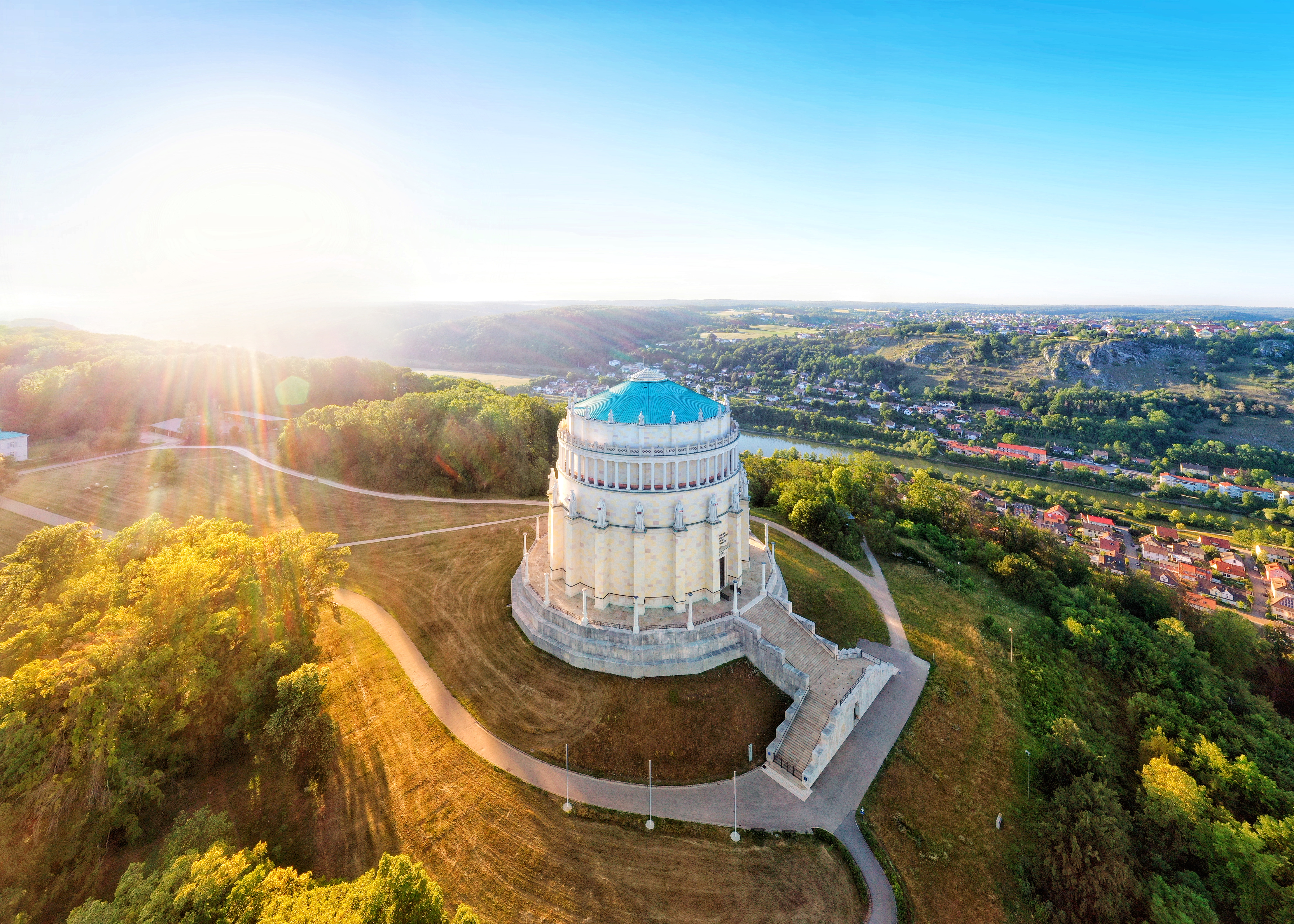
Luftbild

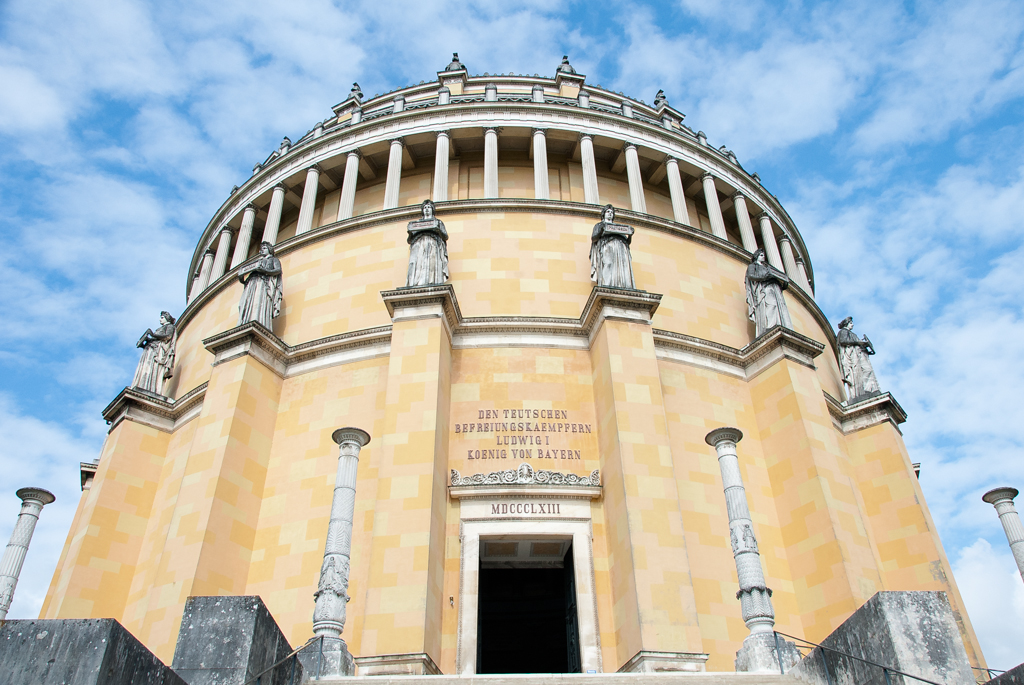
Eingangsportal

### Bau
Im Jahr 1842 wurde die Walhalla in Donaustauf bei Regensburg eingeweiht. Der Bau der Befreiungshalle auf dem Michelsberg oberhalb der niederbayerischen Stadt Kelheim wurde noch im selben Jahr im Auftrag des bayerischen Königs Ludwig I. nach Entwürfen des königlichen Hofarchitekten Friedrich von Gärtner in Anlehnung an antike und christliche Zentralbauideen begonnen. Die monumentale Halle steht von Regensburg gesehen donauaufwärts an der Einmündung der Altmühl bzw. des Main-Donau-Kanals in die Donau und erinnert an die siegreichen Schlachten gegen das napoleonische Frankreich während der europäischen Befreiungskriege 1813–1815. Zur Grundsteinlegung am 19. Oktober 1842 erklang ein Chorgesang für vierstimmigen Männerchor, komponiert vom Königlich Bayerischen Hofkapellmeister Joseph Hartmann Stuntz. Den Text hatte der König selbst gedichtet:
1. Heil Euch, wack’re Männer, muth’ge Krieger,

Die errungen Ihr den Heldenkranz,

Heil Euch, treue Teutsche, tapf’re Sieger!

Ewig währet Eurer Thaten Glanz.

2. Dumpf und finster hatt es uns umgeben,

Und kein Teutschland gab es damals mehr;

Ihr doch schwangt auf’s Neue es zum Leben,

Siegreich ragt es wieder hoch und hehr!

3. Dass die Zwietracht schmählich uns gekettet,

Dies vergessen werde nie und nie,

Dass die Eintracht uns allein gerettet,

Die der Heimath Ruhm und Sieg verlieh.

4. Durch der Zeiten weite Ferne schlinge

Immer sich der Eintracht heilig Band,

In des Teutschen Seele sie durchdringe,

Unbesiegt bleibt dann das Vaterland.
Nach dem Tod Gärtners 1847 mussten die Bauarbeiten kurzzeitig unterbrochen werden, bis Ludwig I. den neuen Hofarchitekten Leo von Klenze mit der Fortsetzung des Baues beauftragte. Bereits drei Monate später legte Klenze erste Pläne vor, die das Grundkonzept Gärtners unverändert ließen, jedoch weitere klassizistische Elemente ergänzten. Schließlich wurden die Bauarbeiten im Frühjahr 1848 wieder aufgenommen. Zwischen 1850 und 1856 übte Gärtners Schüler Otto von Langenmantel (1816–1875) die Bauleitung aus. Er wohnte bei der Baustelle, wo 1854 sein Sohn, der spätere Kunstmaler Ludwig von Langenmantel, geboren wurde. Im Jahr 1863 vollendete Klenze den Bau der Befreiungshalle. Die feierliche Eröffnung fand am 18. Oktober 1863 statt, dem 50. Jahrestag der Völkerschlacht bei Leipzig.

### Sanierung
Im April 2004 wurde ein Besucherzentrum eröffnet, in dem sich der Museumsladen, ein kleines Lokal, Ausstellungs- und Vortragsräume befinden. Um den Monumentalbau nicht zu beeinträchtigen, wurde der Neubau davon abgesetzt in der Hangkante platziert. Von April 2015 bis Ende 2018 wurde die Fassade der Befreiungshalle einer Sanierung unterzogen. An die anspruchsvollen Arbeiten an den etwa 5.000 Quadratmeter großen Flächen sollte sich bis Ende 2018 die Instandsetzung des dreistufigen Sockels und der großen Freitreppe anschließen. Der in Quaderimitation verputzte Ziegelbau hat nach mehr als fünfzig Jahren wieder einen neuen Anstrich erhalten. Das dunklere senfgelbe bis ockerfarbene Aussehen ist einer hellen, kalksteinartigen, warmtonigen Farbgebung gewichen.
Die Wiedergewinnung des Farbspektrums von 1863 wurde durch den Zusammenklang von fünf Farben erzielt, durch vorwiegendes Elfenbein, helles Gelb, zartes Grün und durch zarte Rosa- und Rottöne. Expertenaussagen betonen eine denkmalpflegerisch korrekte, wissenschaftlich fundierte und ästhetisch ansprechende „Wahrnehmungsarchitektur“, die den Intentionen des Bauherrn und des Architekten Leo von Klenze entspricht. Laut Schlösserverwaltung gingen Erfahrungen mit der aufgehellten Farbpalette der Münchner Klenzebauten mit in die Planung ein.

## Beschreibung

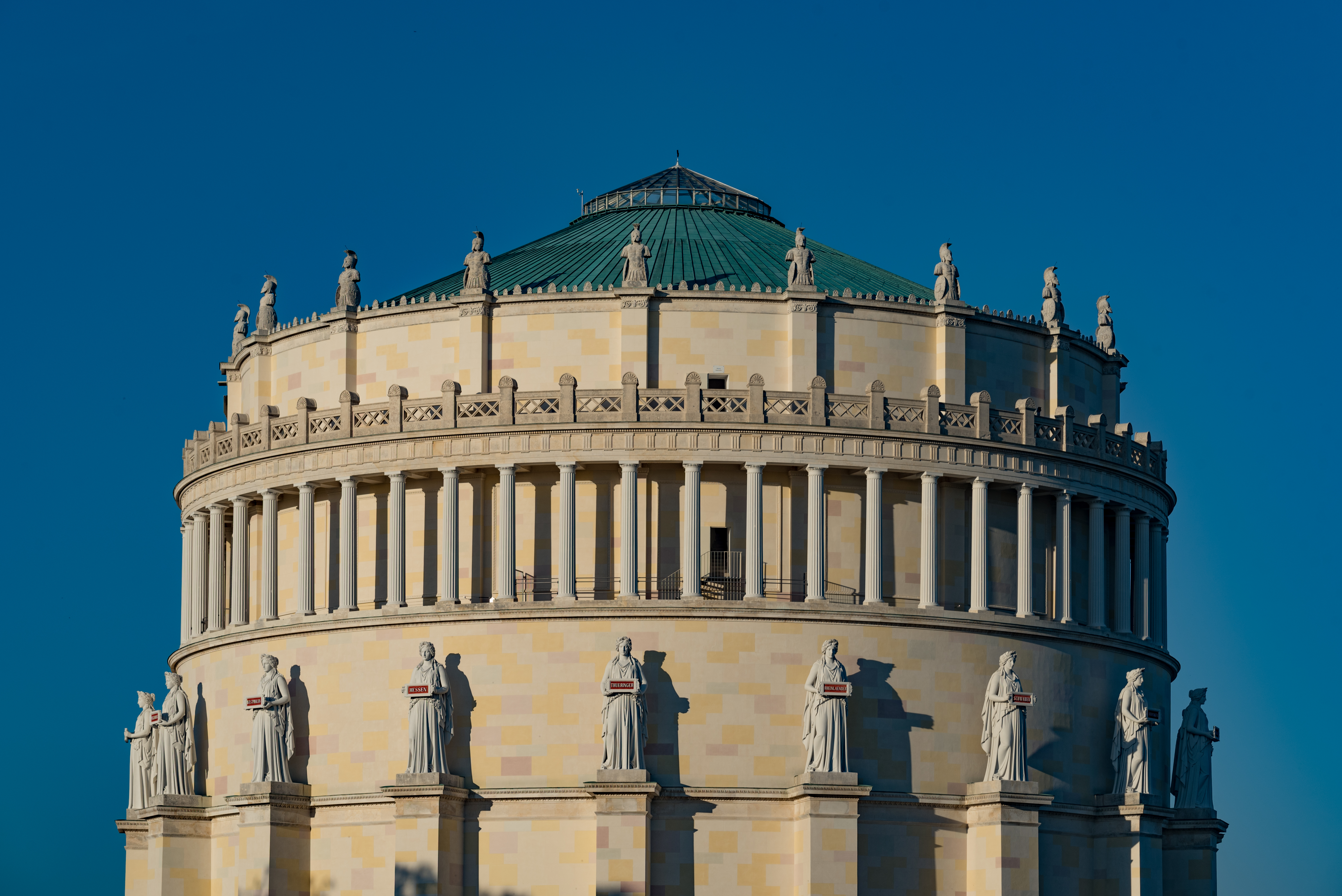
Kuppeldach

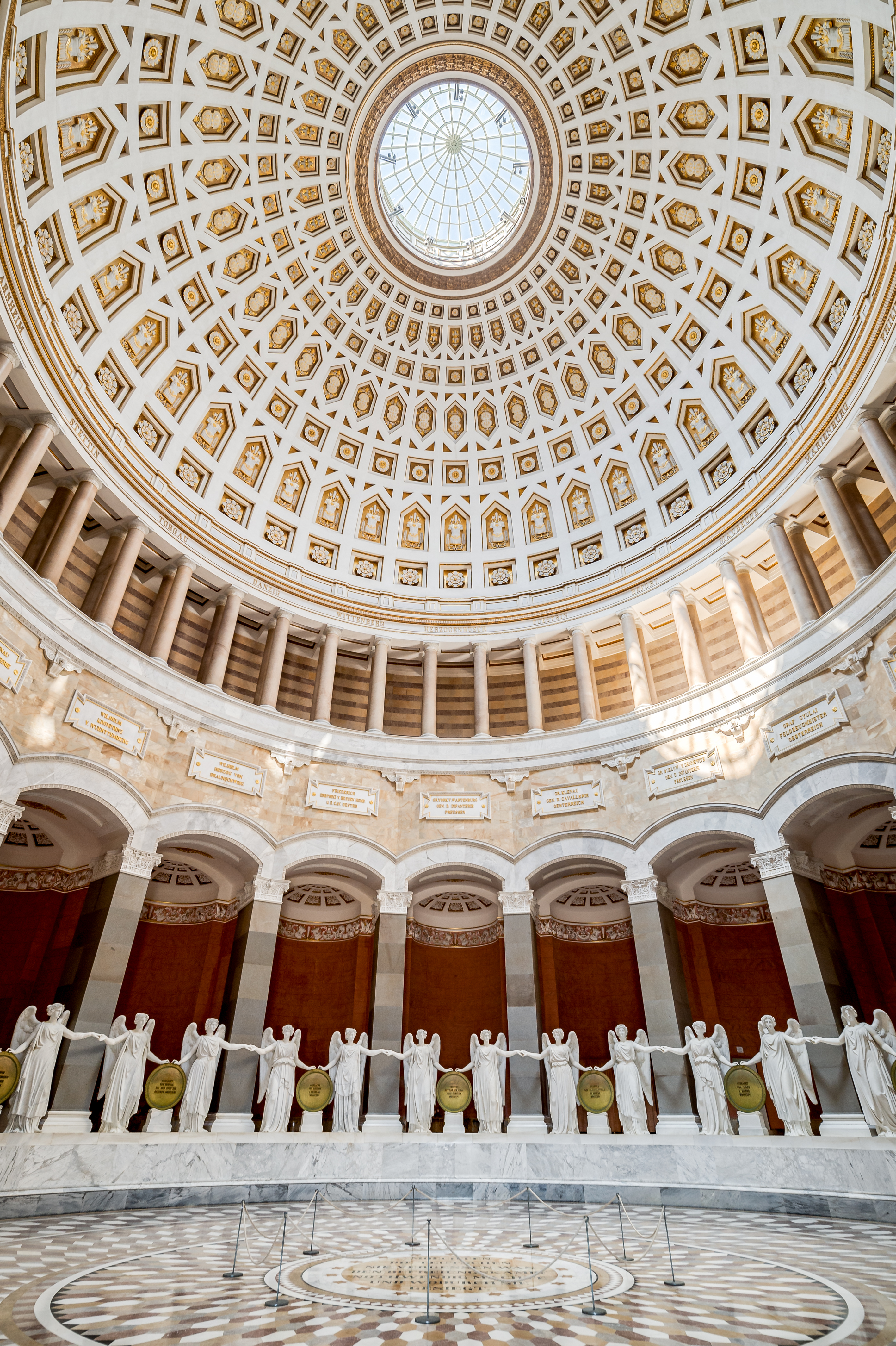
Kuppelhalle

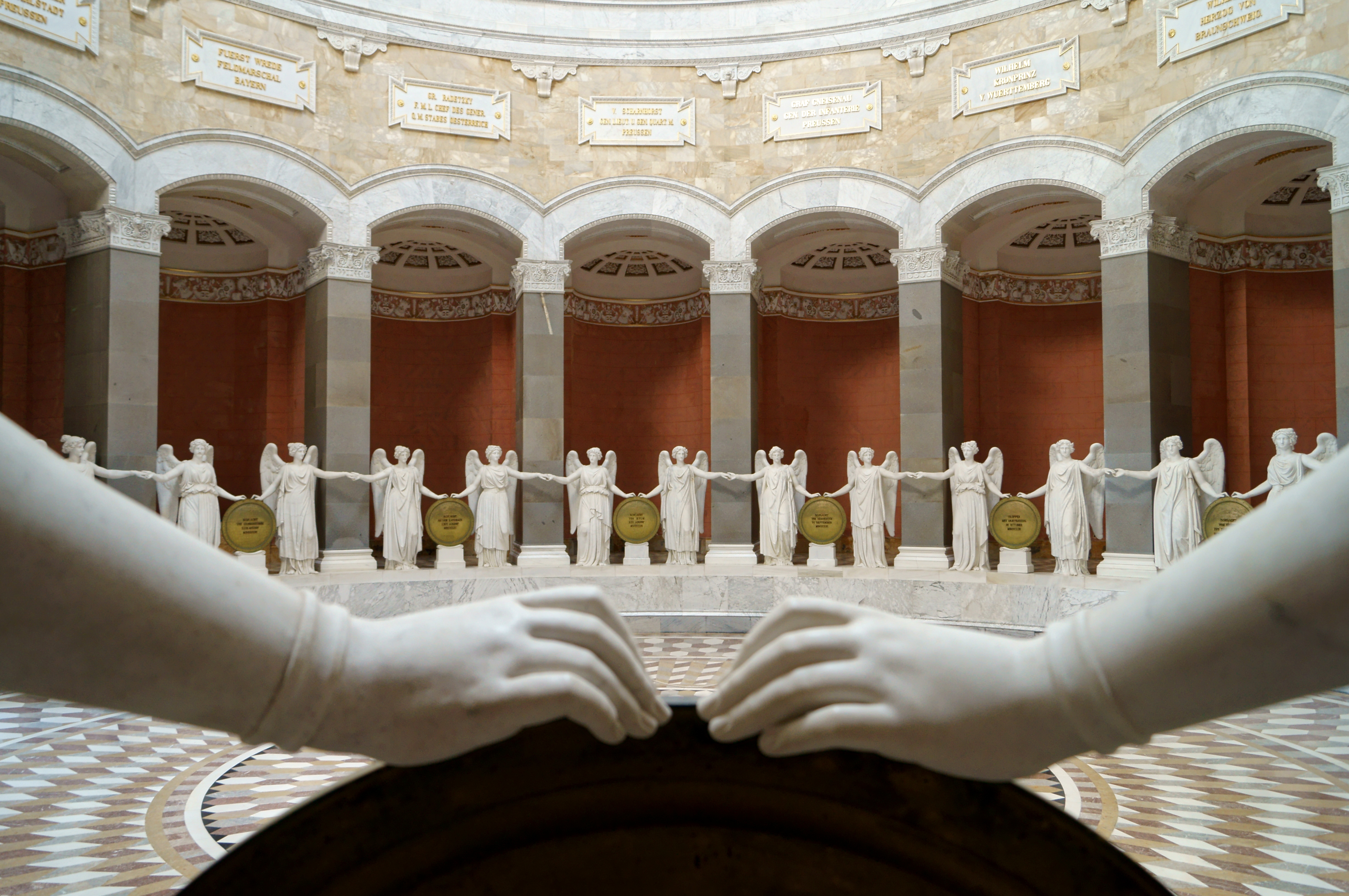
Siegesgöttinnen

### Architektur
Der mächtig wirkende Rundbau aus Kelheimer Kalkstein ruht auf einem dreistufigen Sockel, der als Achtzehneck ausgebildet ist. Die Außenfassade wird untergliedert von 18 Strebepfeilern, die von 18 Kolossalstatuen Johann Halbigs als Allegorien der deutschen Volksstämme, die an den Schlachten beteiligt waren, gekrönt werden. Diese sind: „Franken, Boehmen, Tyroler, Bayern, Oesterreicher, Preussen, Hannoveraner, Maehren, Sachsen, Schlesier, Brandenburger, Pommern, Mecklenburg, Westphalen, Hessen, Thueringer, Rheinlaender, Schwaben“ (umlaufend in dieser Reihenfolge bei willkürlich gewähltem Beginn). Die Rundhalle hat eine Höhe von 45 m und einen Durchmesser von 29 m. Das Innere der Halle ist als großer Kuppelsaal gestaltet, der durch ein Opaion im Scheitel des Kegeldaches erhellt wird. Die innere Galerie erreicht man über 82 Stufen. Nach weiteren 40 Stufen gelangt man auf die äußere Galerie, von der man eine weite Sicht in das Donau- und Altmühltal hat. Seit der Saison 2008 ist der Kuppelsaal auch für Rollstuhlfahrer und Gehbehinderte per Aufzug erreichbar.
Die Wände werden gegliedert durch 18 Segmentbogennischen, über denen sich ein Bereich mit Tafeln befindet, und eine abschließende Säulengalerie toskanischer Ordnung, über der sich wiederum ein Bereich mit Inschriften befindet. Vor den Nischen, die die Namen der Schlachten der Befreiungskriege tragen, stehen jeweils zwei 3,30 m hohe Siegesgöttinnen, so dass sich insgesamt die Zahl von 34 Standbildern ergibt. Je zwei der Siegesgöttinnen halten einen zwischen ihnen auf niedrigem Marmorsockel stehenden Bronzeschild, während sie die freie Hand den Nachbarinnen reichen. Dadurch bilden sie einen feierlichen Reigen, der nur von den beiden Viktorien neben dem Eingangsportal unterbrochen wird. Letztere wurden aus weißem Tiroler Marmor gefertigt und halten in der portalseitigen Hand je einen Palmenzweig. Da der Tiroler Marmor sehr teuer war, wurden die anderen Siegesgöttinnen aus weißem Carrara-Marmor gefertigt.
Alle Figuren wurden von Ludwig Schwanthaler entworfen, der auch die beiden Viktorien am Eingangsportal herstellte. Die weiteren Standbilder wurden u. a. von den Bildhauern Arnold Hermann Lossow und Max von Widnmann geschaffen. In den Nischen befinden sich jeweils zwischen zwei Viktorien 17 vergoldete Schilde aus Bronze, die ebenso wie das 7 m hohe Eingangstor der Halle aus eroberten Geschützen gegossen wurden. Die Vielzahl der Siegesgöttinnen, die sich hier in einer Geste der Eintracht die Hände reichen, verweist auf die Mitgliedsstaaten des Deutschen Bundes, die real zwischen 35 und 39 schwankte. Damit enthielt das Denkmal auch ein Bekenntnis zum politischen Status quo, in diesem Fall zum fürstenstaatlichen Föderalismus in Deutschland, der im Unterschied zu der von bürgerlicher Seite aus geforderten Errichtung eines gesamtdeutschen Nationalstaats eine weitgehende Eigenständigkeit der einzelnen deutschen Staaten bedeutete.
Alle Inschriften innerhalb und außerhalb der Befreiungshalle sind in Versalien geschrieben. Die Inschriften oberhalb der Säulengalerie bezeichnen Belagerungen der Befreiungskriege. Sie lauten, rechts vom Eingangsportal aus im Uhrzeigersinn, wie folgt: Thorn – Spandau – Dresden – Arnheim – Stettin – Torgau – Danzig – Wittenberg – Herzogenbusch – Cuestrin – Befort – Maubeuge – Marienburg – Philippeville – Hueningen – Auxonne – Mezieres – Longwy.

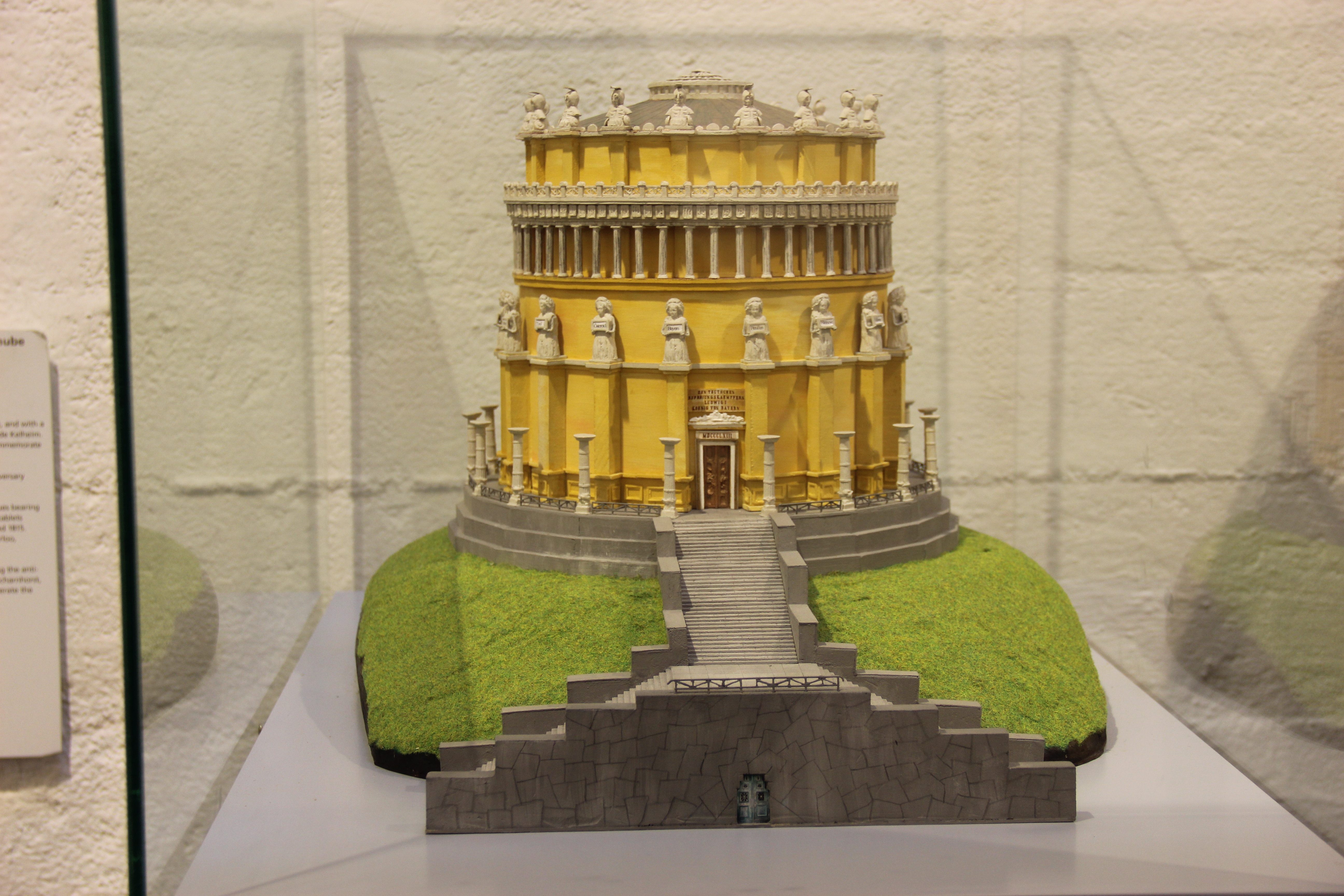
Modell der Befreiungshalle in der Siegessäule in Berlin

Die Tafeln oberhalb der Pfeilergalerie bezeichnen Feldherren der Befreiungskriege. Sie lauten, rechts vom Eingangsportal aus im Uhrzeigersinn, wie folgt: Fuerst Bluecher von Wahlstadt Preussen – Fuerst Wrede Feldmarschall Bayern – Gr. Radetzky F. M. L. Chef des Gener. Q. M. Stabes Oesterreich – v. Scharnhorst Gen. Lieut. u. Gen. Quart. M. Preussen – Graf Gneisenau Gen. der Infanterie Preussen – Wilhelm Kronprinz v. Wuerttemberg – Wilhelm Herzog von Braunschweig – Friederich Erbprinz v. Hessen Homb. G. d. Cav. Oestrr. – Gr. York v. Wartenburg Gen. d. Infanterie Preussen – Gr. Klenau Gen. d. Cavallerie Oesterreich – Gr. Buelow v. Dennewitz Gen. d. Infanterie Preussen – Graf Gyulai Feldzeugmeister Oesterreich – Gr. Kleist v. Nollendorf Gen. d. Infanterie Preussen – Graf Colloredo Feldzeugmeister Oesterreich – Gr. Tauenzien v. Wittenberg Gen. d. Infanterie Preussen – von Zieten General Lieutenant Preussen – Graf Bubna Feldmarschall Lieut. Oesterreich – Fuerst Schwarzenberg Feldmarschall Oesterreich.
Die Schilde zwischen den Siegesgöttinnen bezeichnen Schlachten der Befreiungskriege. Sie lauten, rechts vom Eingangsportal aus im Uhrzeigersinn, wie folgt: Treffen bey Danigkow V April MDCCCXIII – Schlacht von Grossbeeren XXIII August MDCCCXIII – Schlacht an der Katzbach XXVI August MDCCCXIII – Schlacht von Kulm XXX August MDCCCXIII – Schlacht von Dennewitz VI September MDCCCXII – Treffen bey Wartenburg III October MDCCCXIII – Schlacht von Leipzig XVI XVII XVIII XIX October MDCCCXIII – Schlacht von Brienne I Februar MDCCCXIV – Treffen bey Bar sur Aube XXVII Februar MDCCCXIV – Treffen bey La Guillotiére III Maerz MDCCCXIV – Schlacht von Laon X Maerz MDCCCXIV – Treffen bey Limonest XX Maerz MDCCCXIV – Schlacht von Arcis sur Aube XX XXI Maerz MDCCCXIV – Treffen bey Lafère Champenoise XXV Maerz MDCCCXIV – Schlacht von Paris XXX Maerz MDCCCXIV – Schlacht von Waterloo oder Belle Alliance XVIII Iuny MDCCCXV – Treffen bey Strassburg XXVIII Iuny MDCCCXV.
Über dem Außenportal steht die Inschrift:
DEN TEUTSCHEN

BEFREIUNGSKAEMPFERN

LUDWIG I

KOENIG VON BAYERN

MDCCCLXIII
Über dem Innenportal steht die Inschrift:
DIESES GEBAEUDES

ARCHITECT

WAR LEO V. KLENZE.
Auf dem Hallenboden steht ein Zitat Ludwigs I.:
MOECHTEN

DIE TEUTSCHEN

NIE VERGESSEN WAS

DEN BEFREIUNGSKAMPF

NOTHWENDIG MACHTE

UND WODURCH SIE

GESIEGT.

### Statuen
Die insgesamt 18 Statuen auf den umlaufenden 18 Pfeilern an der Außenfassade der Befreiungshalle stehen für deutsche Volksstämme und Regionen:
FRANKEN, BOEHMEN, TYROLER, BAYERN, OESTERREICHER, PREUSSEN,
HANNOVERANER, MAEHREN, SACHSEN, SCHLESIER, BRANDENBURGER, POMMERN,
MECKLENBURG, WESTPHALEN, HESSEN, THUERINGER, RHEINLAENDER, SCHWABEN.
Die Höhe der Statuen beträgt jeweils 580 cm. Die im antiken Stil gewandeten, weiblichen Figuren wurden nach Modellen des Bildhauers Johann Halbig geschaffen und tragen in den Händen rechteckige Tafeln mit Inschriften in Majuskeln.
Die Symbolik der Zahl 18 am und im Gebäude ist darin begründet, dass sowohl die Völkerschlacht bei Leipzig als auch die Schlacht bei Waterloo an einem 18. Tag des Monats stattfanden. Sie findet sich auch in der Zahl der 54 Säulen und 54 Pfeiler (3 × 18), in den zweimal 36 Säulen im oberen Umgang (2 × 18) und in den Inschriften für je 18 Feldherren und zurückeroberte Festungen.

## Belege und Anmerkungen
1. ↑  Quelle: Amtlicher Führer, S. 2 ff.
2. ↑  Das Lied zum Anhören auf der Seite der Bayerischen Verwaltung der Schlösser, Gärten und Seen. 30. August 2013, abgerufen am 30. August 2013.
3. ↑  Neubau Besucherzentrum an der Befreiungshalle Kelheim (Memento vom 29. November 2014 im Internet Archive), Projektbeschreibung des Staatlichen Bauamts Landshut
4. ↑  Elfi Bachmeier-Fausten: Eine Farbwirkung im Sinne des Königs. In: Mittelbayerische Kelheim vom 24. März 2015
5. ↑  Wolfgang Wittl: Farbige Debatte. Die Befreiungshalle bekommt einen neuen Anstrich. In: Süddeutsche Zeitung Nummer 68 vom 23. März 2015, Bayernteil
6. ↑  Bayerische Verwaltung der staatlichen Schlösser, Gärten und Seen, Thomas Aniol: Bayerische Schlösserverwaltung | Presse | Pressemitteilungen. Pressemitteilung Nr. 237/15. 3. Juni 2015, abgerufen am 5. März 2017.
7. 1 2 3  Teils historische Schreibweisen, bitte nicht verändern.

Koordinaten: 48° 55′ 6″ N, 11° 51′ 38″ O